# IsoCee
IsoCee est un centre commercial du quartier de Multimäki à Kuopio en Finlande.

## Présentation
IsoCee est un centre commercial et de divertissement près de la place du marché de Kuopio. 
L'adresse du centre construit par le groupe Carlson est Ajurinkatu 16.
Le centre comprend le cinéma Scala de Finnkino, une salle de sport, un restaurant Magician et un bowling. 
Le centre couvre une superficie d'environ 9 000 mètres carrés. 
IsoCee a ouvert ses portes le vendredi 17 mai 2013.
En 2014, Carlson a vendu IsoCe, à Keva, l'institution financière de retraite du secteur public. 
Le prix d'achat était de 18,8 millions d'euros. 
L'acheteur possédait déjà le centre commercial Minna voisin.

## Fusion d'IsoCee et de Minna
IsoCee et Minna ont fusionné en 2018.
Le nouvelle ensemble nommé centre colercial et de dverstissement Minna est composé des deux bâtiments  situés au cœur de Kuopio près de la place du marché et a une superficie locative de près de 20 000 m2.
Le centre commercial Minna est à l'adresse Haapaniemenkatu 18, et le centre de divertissement Minna  est à l'adresse Ajurinkatu 16,.

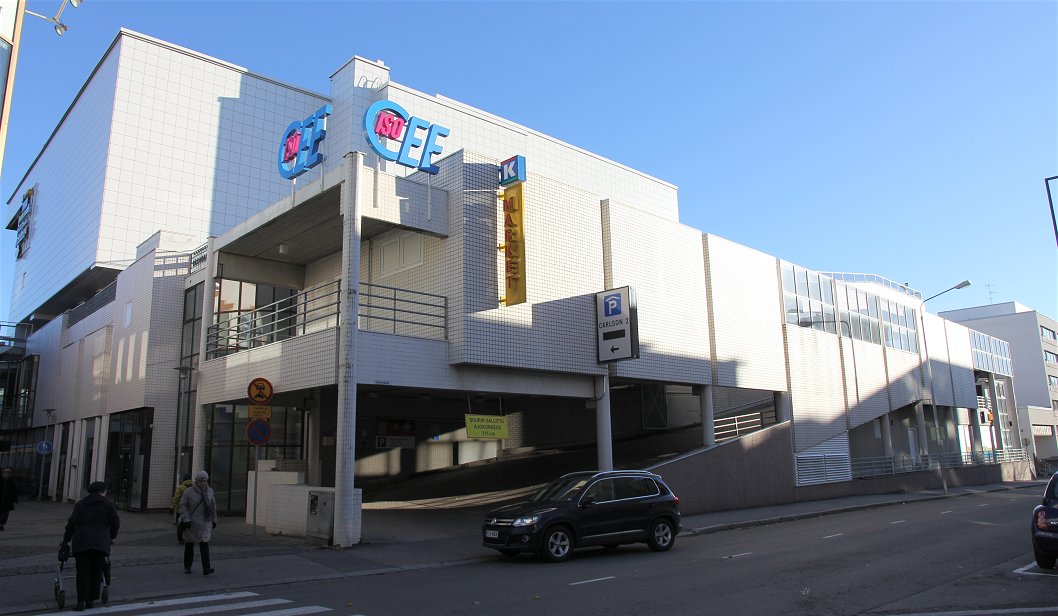
IsoCee vu de Savonkatu.